# Pyrausta scalaralis
Pyrausta scalaralis là một loài bướm đêm trong họ Crambidae.